# Caesar's Palace World Pro Championships 1971 - Doppio
Il doppio del Caesar's Palace World Pro Championships 1971 è stato un torneo di tennis facente parte del Virginia Slims Circuit 1971.
Françoise Dürr e Ann Jones hanno battuto in finale Rosie Casals e Billie Jean King con il punteggio di 0–6, 6–2, 6–4.

## Tabellone

### Legenda
| - Q = Qualificato - WC = Wild card - LL = Lucky loser | - ALT = Alternate - SE = Special Exempt - PR = Protected Ranking | - w/o = Walkover - r = Ritirato - d = Squalificato |

|  | Quarti di finale               | Quarti di finale               | Quarti di finale               | Quarti di finale | Quarti di finale |  |  | Semifinali                     | Semifinali                     | Semifinali                     | Semifinali               | Semifinali |   |   | Finale                        | Finale                        | Finale | Finale | Finale |  |
|  |                                |                                |                                |                  |                  |  |  |                                |                                |                                |                          |            |   |   |                               |                               |        |        |        |  |
|  | Rosie Casals Billie Jean King  | Rosie Casals Billie Jean King  | Rosie Casals Billie Jean King  | 6                | 6                |  |  |                                |                                |                                |                          |            |   |   |                               |                               |        |        |        |  |
|  | Tory Fretz Wendy Gilchrist     | Tory Fretz Wendy Gilchrist     | Tory Fretz Wendy Gilchrist     | 4                | 2                |  |  | Rosie Casals Billie Jean King  | Rosie Casals Billie Jean King  | Rosie Casals Billie Jean King  | 7                        | 6          |   |   |                               |                               |        |        |        |  |
|  | Karen Krantzcke Kerry Melville | Karen Krantzcke Kerry Melville | Karen Krantzcke Kerry Melville | 6                | 6                |  |  | Karen Krantzcke Kerry Melville | Karen Krantzcke Kerry Melville | Karen Krantzcke Kerry Melville | 5                        | 2          |   |   |                               |                               |        |        |        |  |
|  | J Tegart Dalton Julie Heldman  | J Tegart Dalton Julie Heldman  | J Tegart Dalton Julie Heldman  | 0                | 3                |  |  |                                |                                |                                |                          |            |   |   | Rosie Casals Billie Jean King | Rosie Casals Billie Jean King | 6      | 2      | 4      |  |
|  | Françoise Dürr Ann Jones       | Françoise Dürr Ann Jones       | Françoise Dürr Ann Jones       | 6                | 6                |  |  |                                |                                | Françoise Dürr Ann Jones       | Françoise Dürr Ann Jones | 0          | 6 | 6 |                               |                               |        |        |        |  |
|  | Esme Emanuel Ceci Martinez     | Esme Emanuel Ceci Martinez     | Esme Emanuel Ceci Martinez     | 1                | 4                |  |  | Françoise Dürr Ann Jones       | Françoise Dürr Ann Jones       | Françoise Dürr Ann Jones       | 6                        | 7          |   |   |                               |                               |        |        |        |  |
|  | Mary Ann Curtis Val Ziegenfuss | Mary Ann Curtis Val Ziegenfuss | Mary Ann Curtis Val Ziegenfuss | 6                | 6                |  |  | Mary Ann Curtis Val Ziegenfuss | Mary Ann Curtis Val Ziegenfuss | Mary Ann Curtis Val Ziegenfuss | 2                        | 6          |   |   |                               |                               |        |        |        |  |
|  | Kristy Pigeon Denise Triolo    | Kristy Pigeon Denise Triolo    | Kristy Pigeon Denise Triolo    | 4                | 2                |  |  |                                |                                |                                |                          |            |   |   |                               |                               |        |        |        |  |